# Gnophos reverdini
Gnophos reverdini är en fjärilsart som beskrevs av Eugen Wehrli 1945. Gnophos reverdini ingår i släktet Gnophos och familjen mätare. Inga underarter finns listade i Catalogue of Life.